# Cimetière Somei
Le cimetière Somei (染井霊園, Somei reien) est un cimetière ancien situé à Komagome dans l'actuel arrondissement de Toshima à Tokyo. Ouvert le 1er septembre 1874 en tant qu'extension d'un ancien site funéraire du comté de Toshima, le cimetière passe sous l'administration de Tokyo en 1889. Pendant la Seconde Guerre mondiale, la ville a été abolie et l'administration du site est tombée aux mains du gouvernement préfectoral de Tokyo. Mesurant environ sept hectares, il s'agit du plus petit cimetière de la métropole. Il n'est pas possible de louer des tombes depuis 1962, de sorte que le cimetière Somei prend de plus en plus le caractère d'un espace vert public apprécié pour ses cerisiers centenaires.

## Personnalités enterrées au cimetière Somei

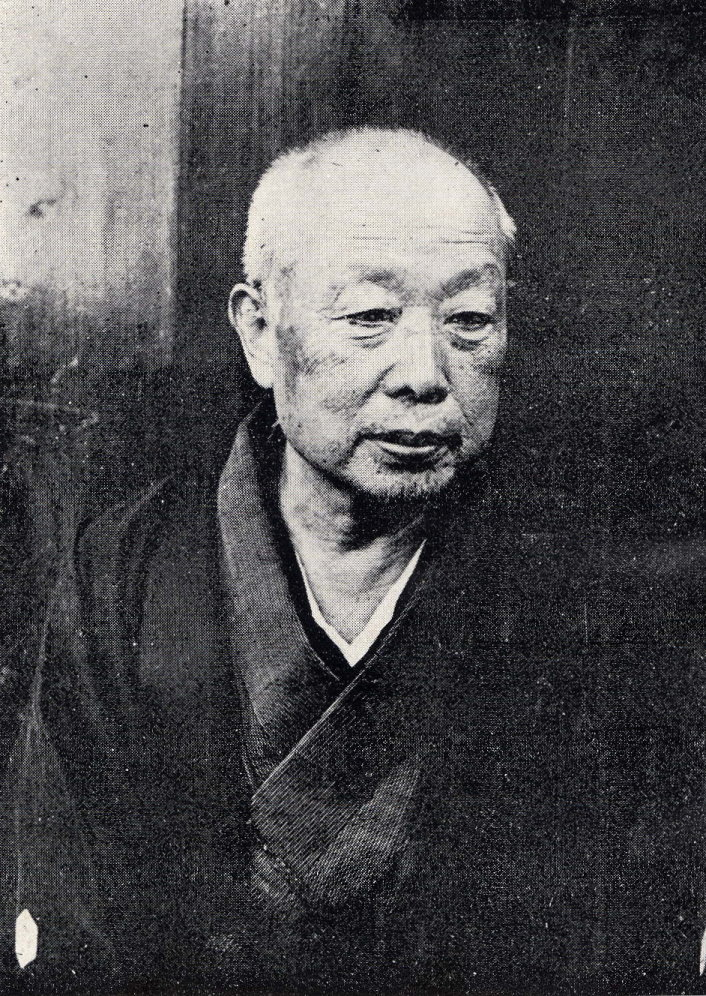
L'écrivain Aeba Kōson.
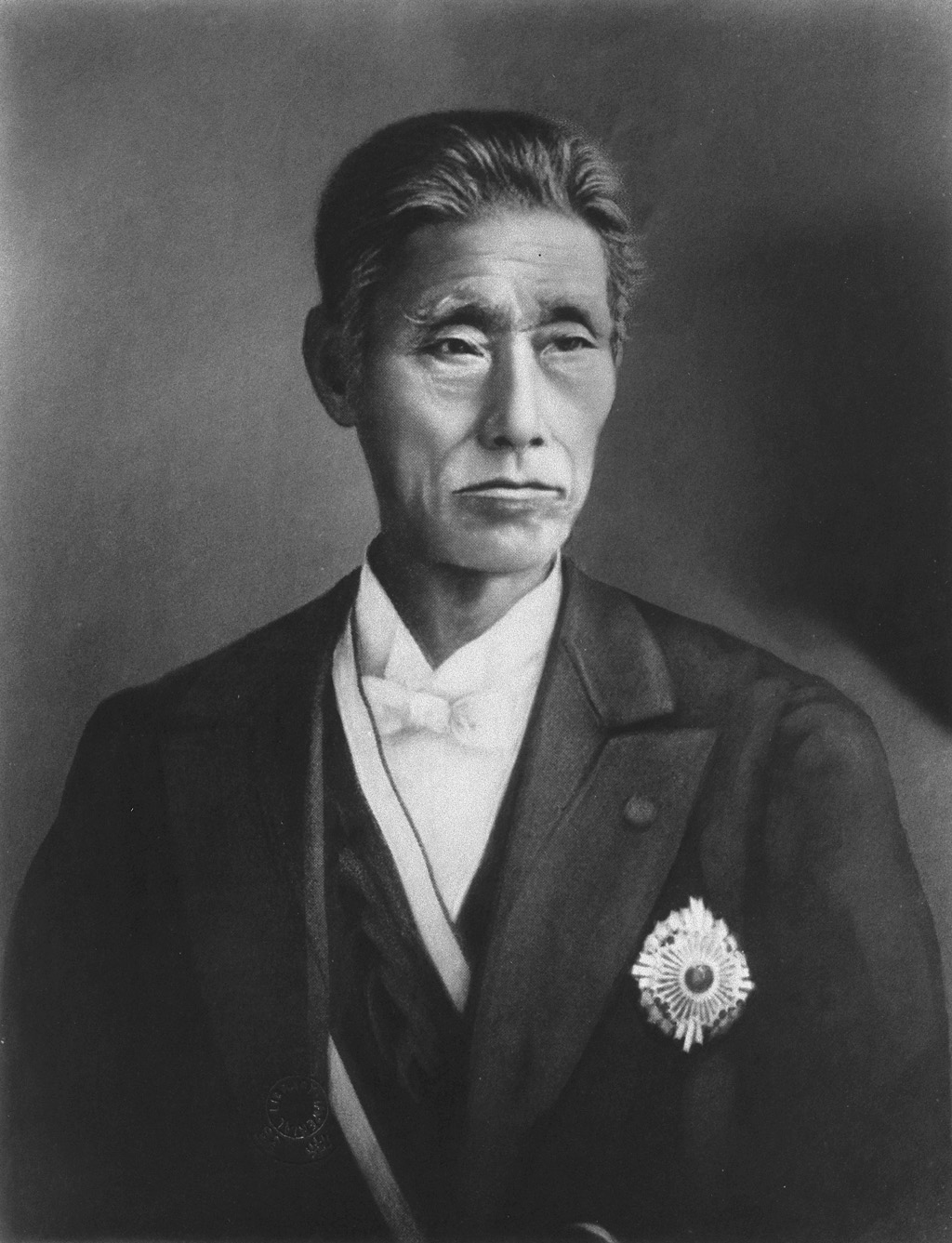
Le vicomte Fukuoka Takachika.
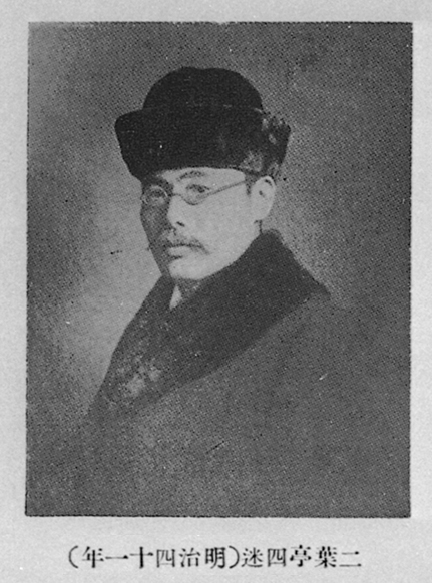
L'écrivain Futabatei Shimei.
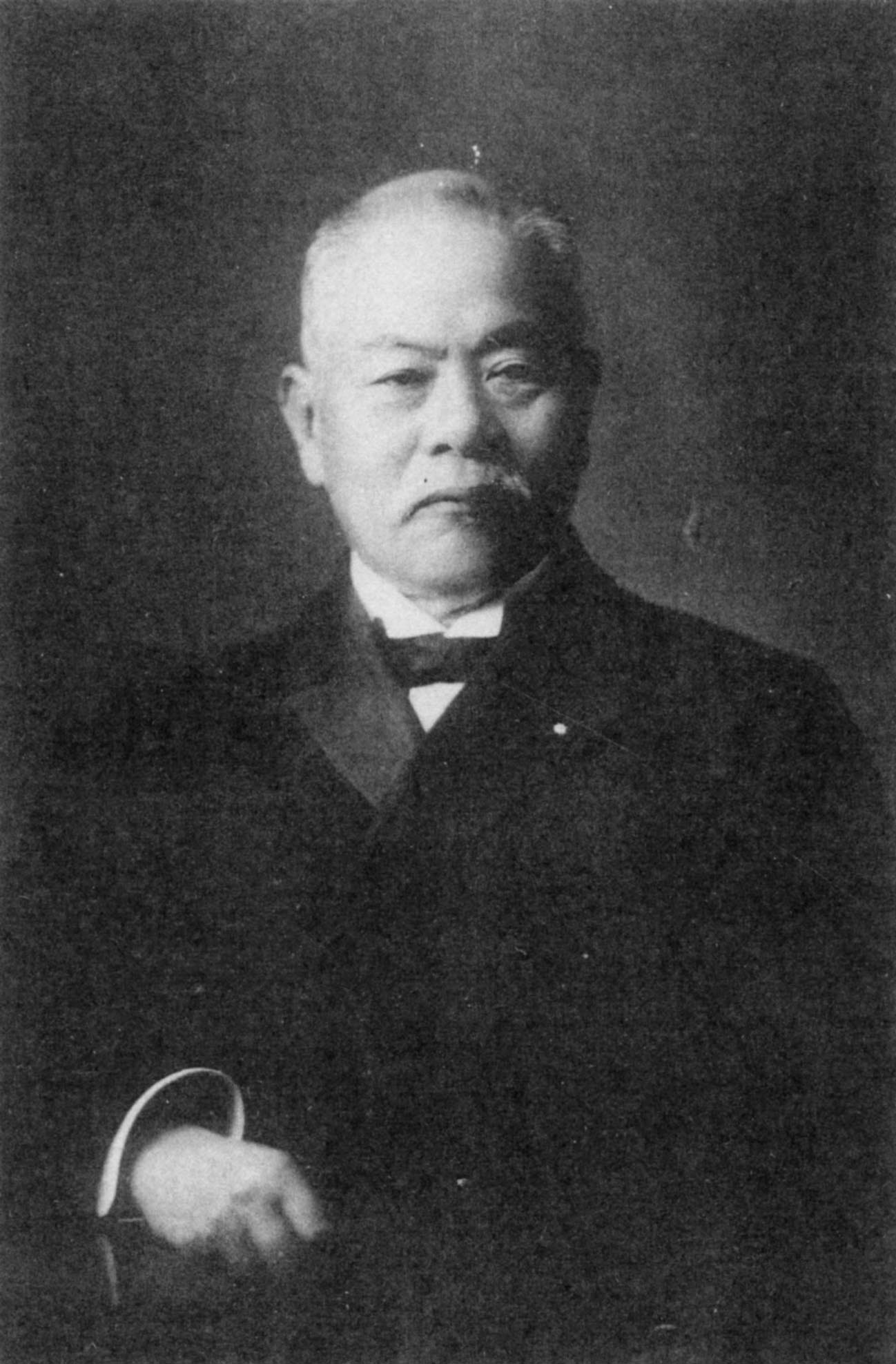
Le vicomte Hamao Arata.
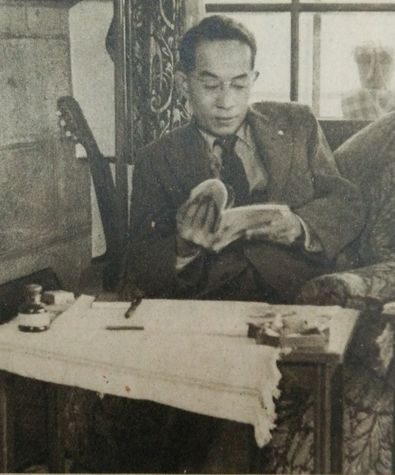
Le directeur de théâtre Hijikata Yoshi.
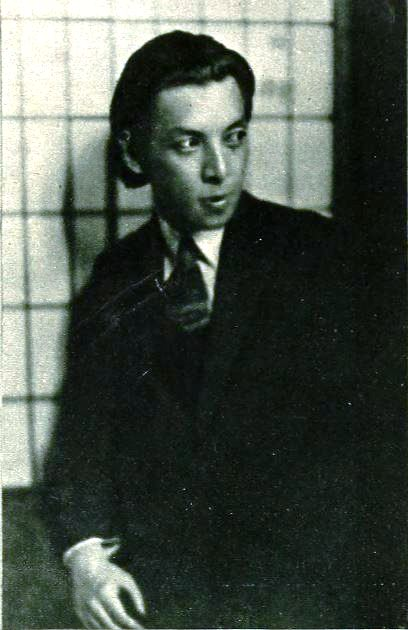
Le danseur et chorégraphe Michio Itō.
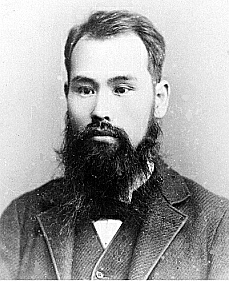
Le journaliste Yoshiharu Iwamoto.
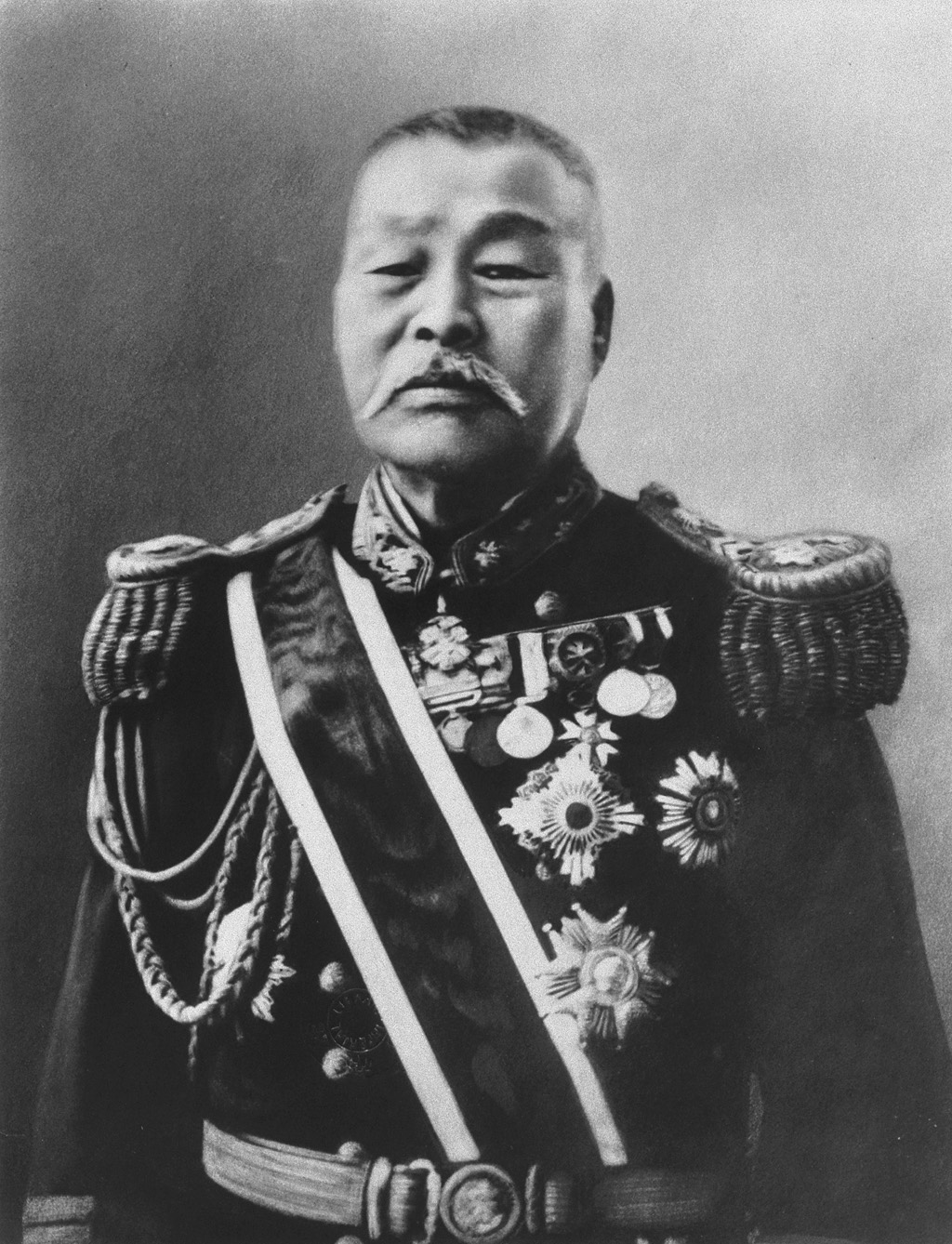
Le chef samouraï Kabayama Sukenori.
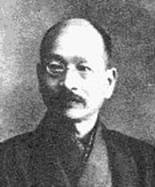
Le journaliste Miyatake Gaikotsu.
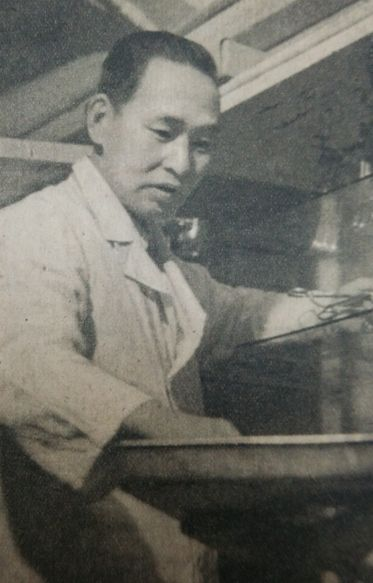
Le médecin et poète Shūōshi Mizuhara.
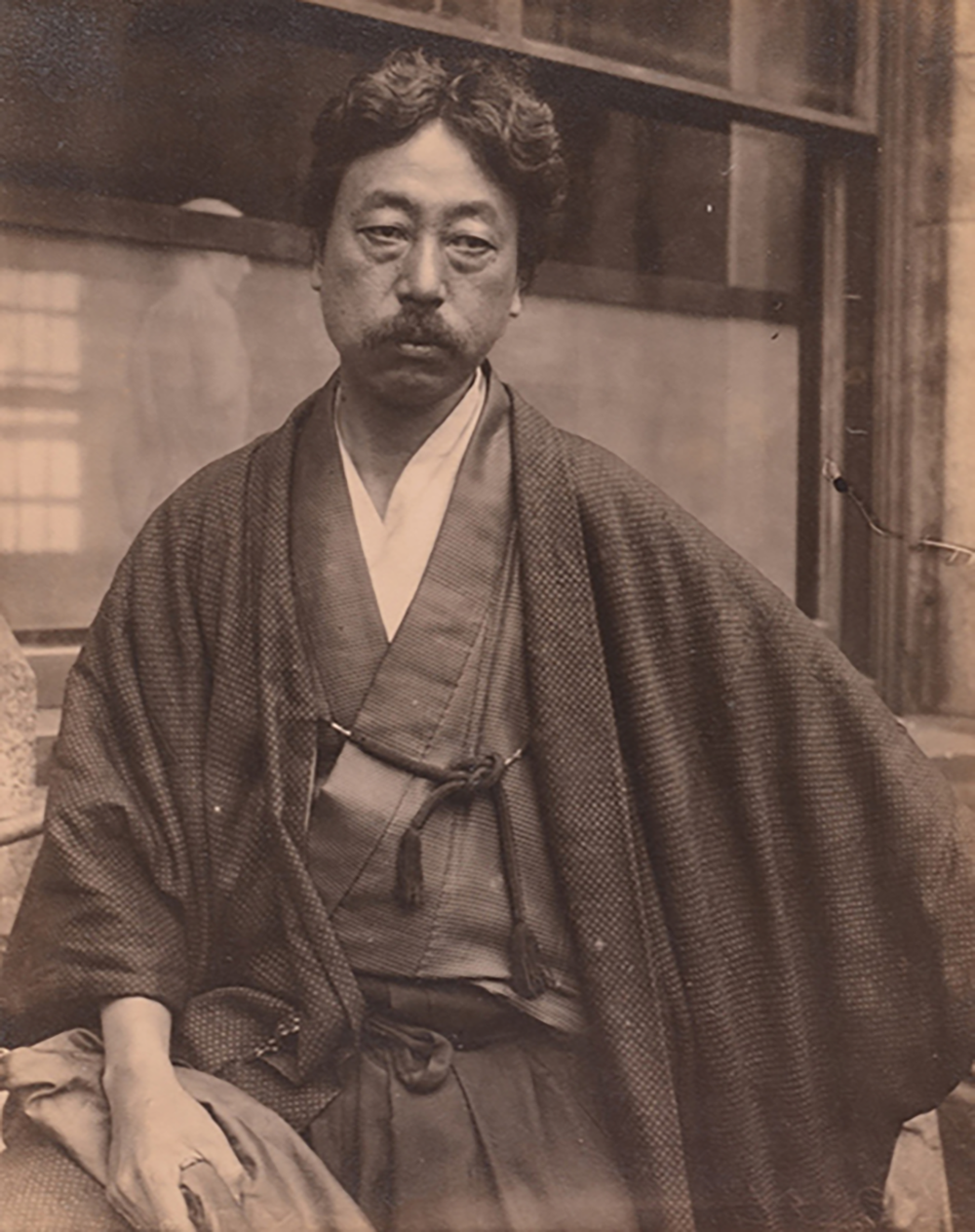
Le théoricien Okakura Kakuzō.
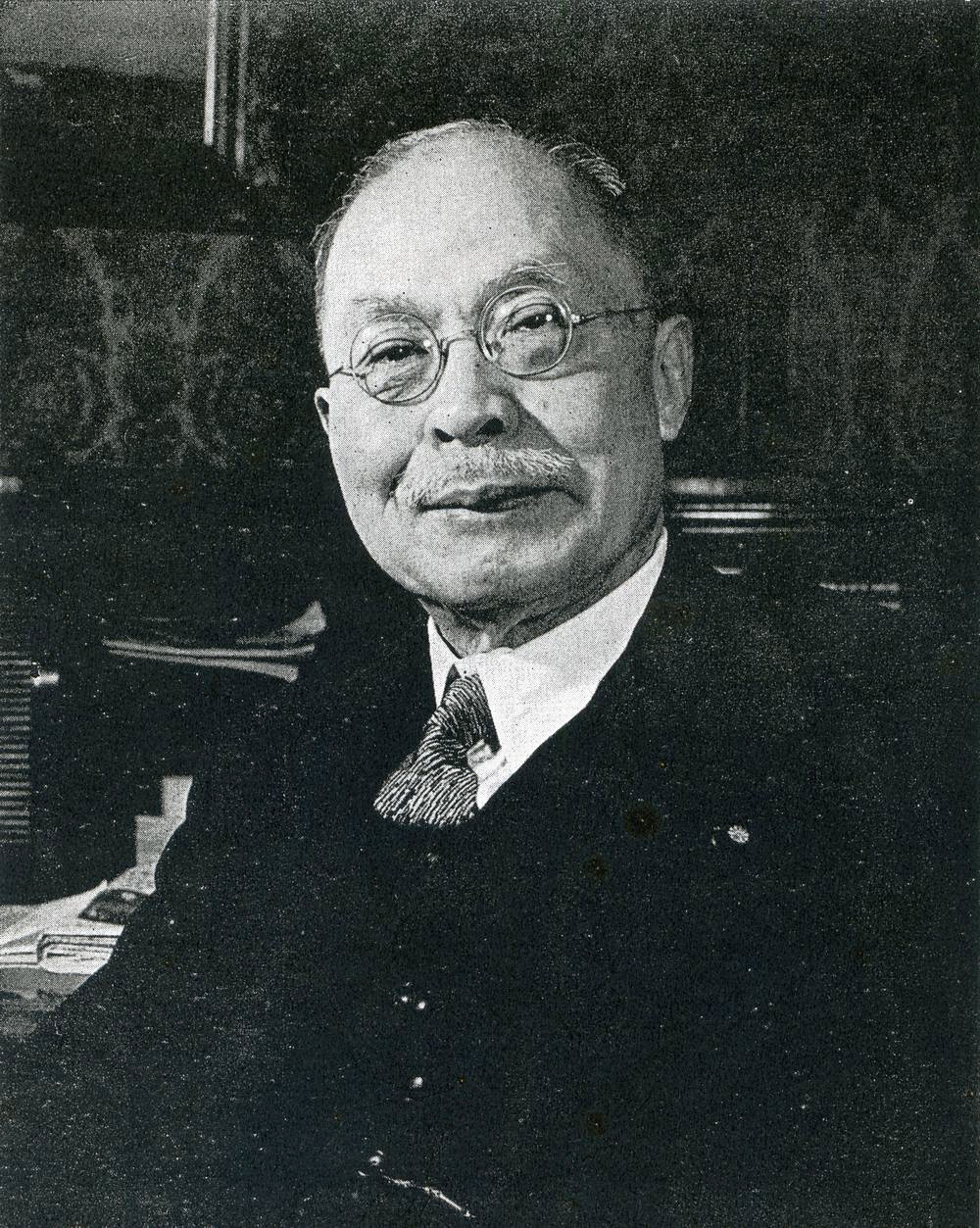
Le premier ministre Kijūrō Shidehara.
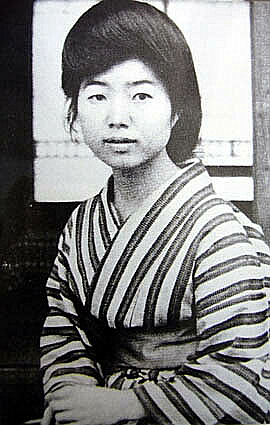
Le poétesse Chieko Takamura.
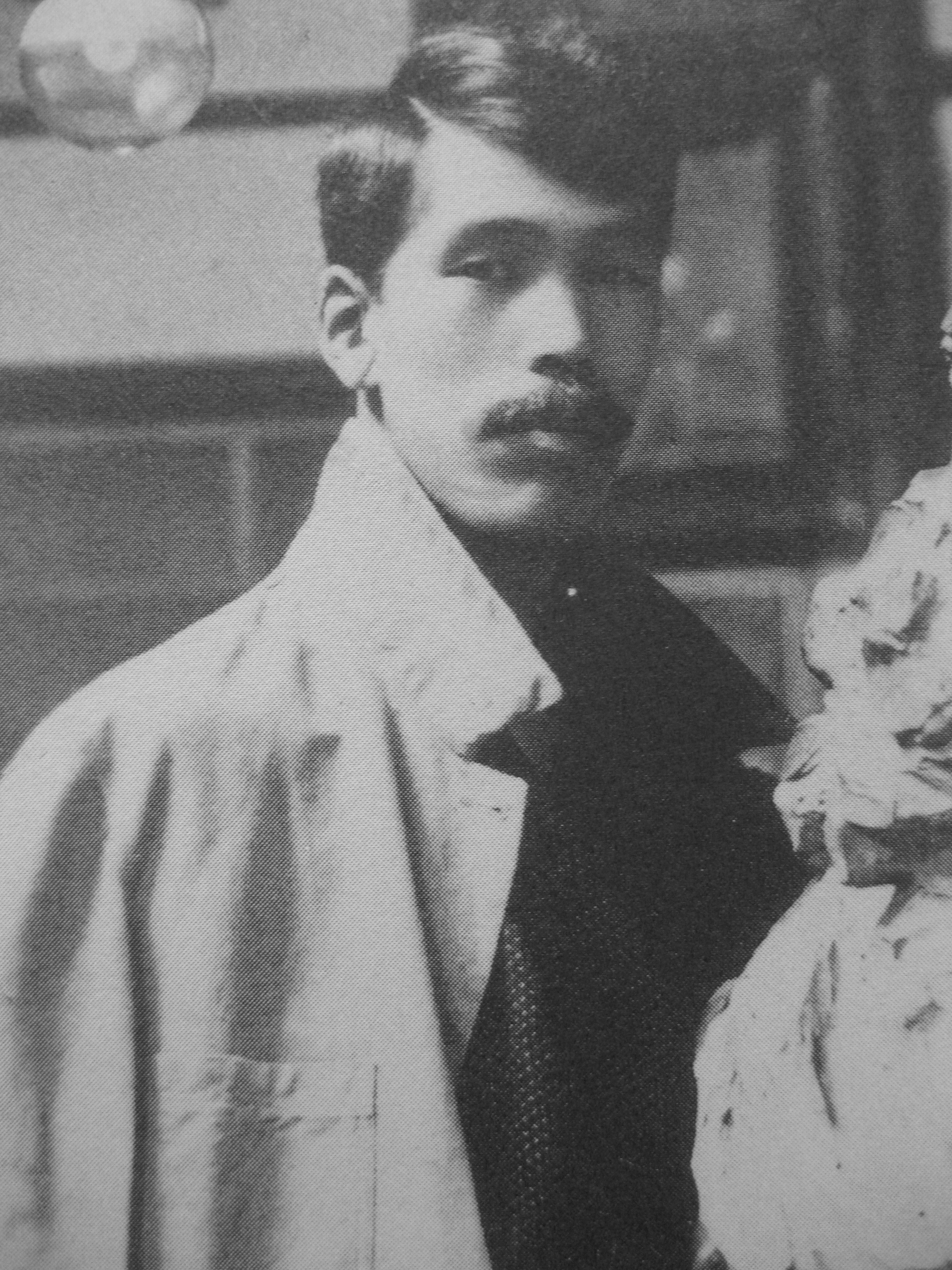
Le sculpteur Kōtarō Takamura.
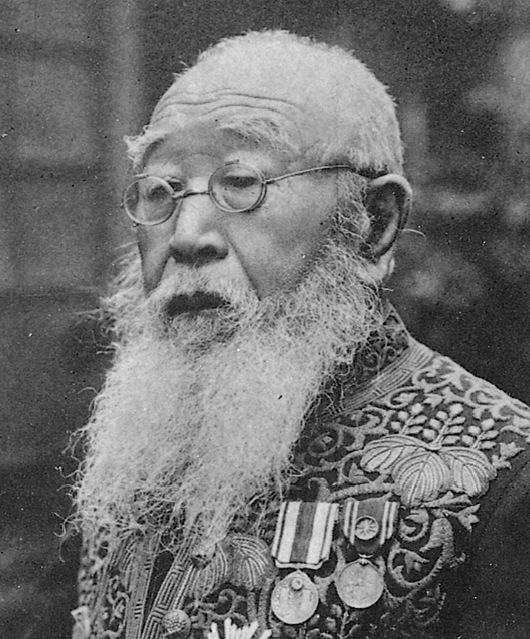
Le sculpteur Takamura Kōun.
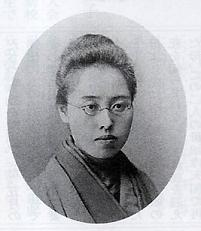
L'écrivaine Wakamatsu Shizuko.
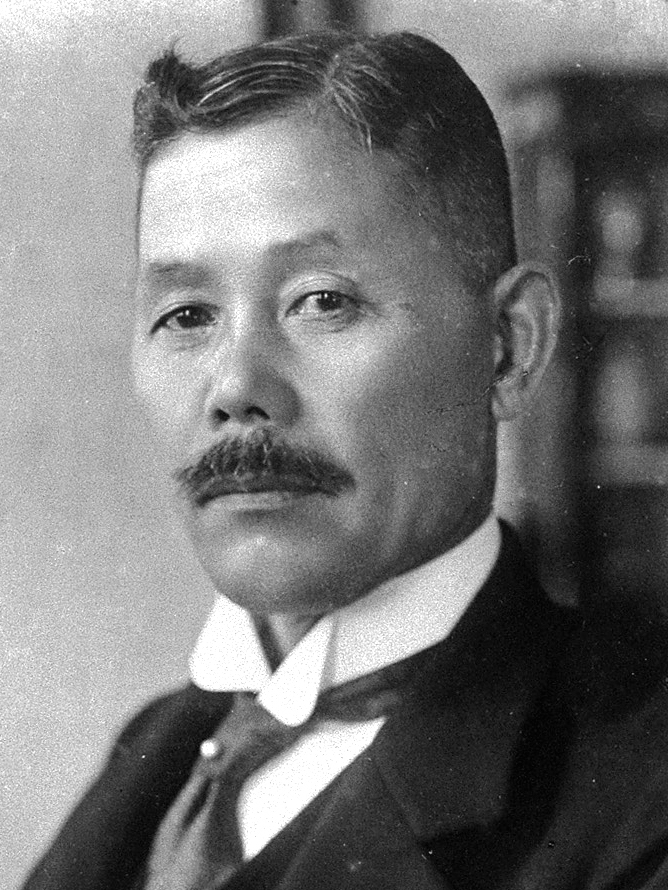
Le premier ministre Wakatsuki Reijirō.
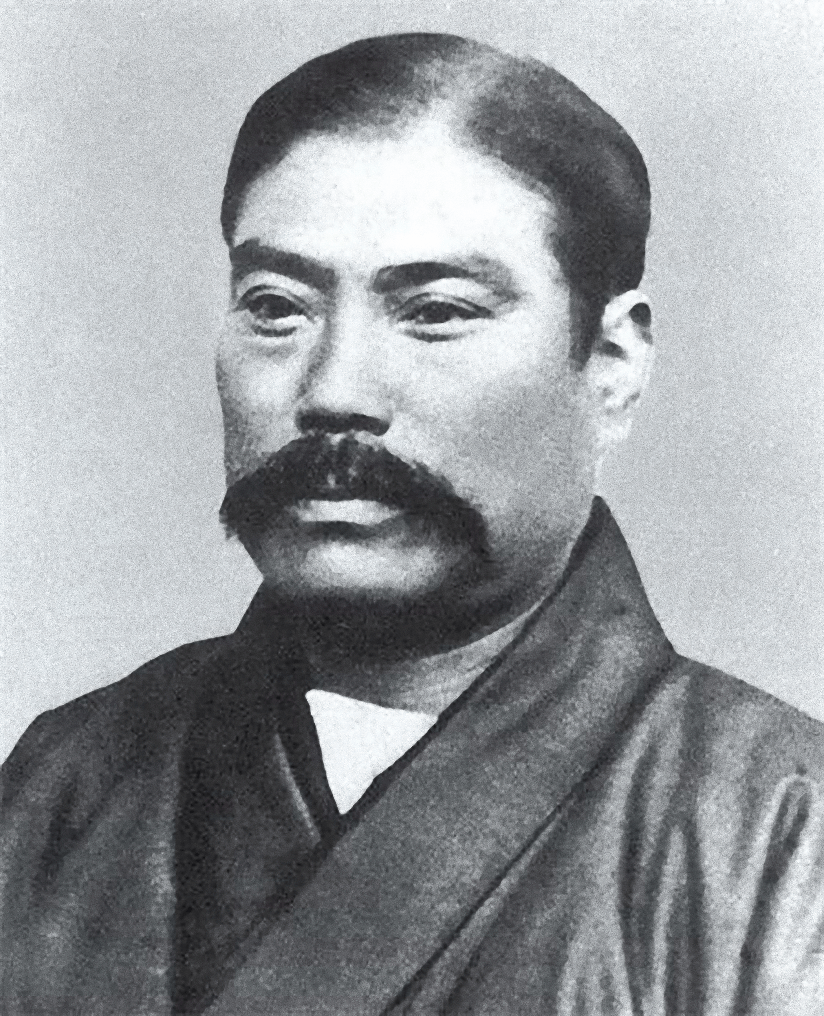
L'industriel Iwasaki Yatarō.